# OpenSocial
O Google OpenSocial é uma API (interface entre aplicativo e a programação) aberta do Google, baseada em HTML convencional e Javascript. Esta permite que desenvolvedores criem widgets (aplicações ou add-ons) para serem executados dentro de redes sociais que aderirem à API OpenSocial. As redes sociais que já aderiram são o Orkut, MySpace, Friendster, LinkedIn, hi5, XING, Plaxo, Ning, Oracle, Viadeo e SalesForce.

## Na prática
Na prática, os usuários dessas redes sociais poderão escutar músicas (do serviço iLike, por exemplo), ver fotos (do serviço Flickr, por exemplo), falar com contatos de mensageiros instantâneos (do serviço Meebo, por exemplo) ou ainda ler notícias. Todas estas atividades poderão ser feitas dentro do seu perfil na rede social.

## APIs
OpenSocial não é uma rede por si mesma. Em vez disso, é um conjunto de três APIs que permitem que os programadores tenham acesso às informações das redes sociais:
- Informação de perfil (dados de utilizador);
- Informação de amigos (gráfico social);
- Atividades (ações que ocorreram, atualizações por parte dos usuários).

## Segurança
Uma aplicação da rede social Plaxo (chamada de Emote) foi alterada por um usuário em apenas 45 minutos. Ele alterou os emoticons da aplicação. Logo após ser reportada na imprensa, a aplicação foi desativada.

## Brasil
A assessoria do Google confirma que a empresa possuía expectativa de lançar o OpenSocial no Brasil ainda no 1º semestre de 2008. Em janeiro, o Google Brasil confirmou que a integração entre o Orkut e o OpenSocial seria feita em fevereiro. Porém, voltaram atrás, devido problemas de estabilidade e postergando a integração.
Em julho de 2008, o OpenSocial oficializou integração aos perfis brasileiros.